# Галант (Алабама)
Галант (енгл. Gallant) насељено је место без административног статуса у америчкој савезној држави Алабама.

## Демографија
По попису из 2010. године број становника је 855.
| Група             | 2000.    | 2010.       |
| Белци             | 0 (0,0%) | 820 (95,9%) |
| Афроамериканци    | 0 (0,0%) | 2 (0,2%)    |
| Азијати           | 0 (0,0%) | 0 (0,0%)    |
| Хиспаноамериканци | 0 (0,0%) | 14 (1,6%)   |
| Укупно            | 0        | 855         |